# Tiêu liêu lau sậy
Tiêu liêu lau sậy (danh pháp hai phần: Cistothorus platensis) là một loài chim thuộc Họ Tiêu liêu. Có khoảng 20 phân loài khác nhau được tìm thấy trên hầu hết các nước châu Mỹ. Một số trong những hình thức có thể là loài riêng biệt.
Con trưởng thành có phân trên màu nâu với bụng và hai bên sườn màu nâu sáng và cổ và ngực màu trắng. Lưng có vệt nhạt. Chúng có một chóp mũ đen với sọc xanh nhợt, một đường mờ trên mắt và mỏ ngắn mỏng. Chúng là một trong những loài hồng tước nhỏ nhất với chiều dài 10–12 cm (3,9-4,7) và 10-12 gram (0,35-0,4 oz).
Môi trường sống sinh sản của chúng là đồng cỏ ẩm ướt và cạnh đầm lầy ở miền đông Bắc Mỹ và miền Trung Canada. Tổ là một cục tròn gắn liền với thảm thực vật thấp, nhập vào từ phía bên, thường được che giấu kỹ. Con trống thường xây dựng tổ không sử dụng trong lãnh thổ của mình, con trống có thể mổ thủng trứng của các loài chim khác làm tổ gần đó. Tại Nam Mỹ, chúng có liên quan với môi trường sống rất khác nhau, chủ yếu Páramo ở độ cao rất cao (3000 m +).
Các loài chim này di chuyển đến các khu vực ven biển đông nam Hoa Kỳ, và toàn bộ vùng Vịnh bờ biển phía nam qua phía đông Mexico. Chúng săn mồi trong thảm thực vật, đôi khi bay lên để bắt côn trùng bay. Chúng chủ yếu ăn côn trùng, nhện.
Số lượng loài này đang giảm, có thể do mất môi trường sống.

## Phân loài
- Cistothorus platensis platensis
- Cistothorus platensis aequatorialis
- Cistothorus platensis alticola
- Cistothorus platensis elegans
- Cistothorus platensis graberi
- Cistothorus platensis graminicola
- Cistothorus platensis hornensis
- Cistothorus platensis jalapensis
- Cistothorus platensis lucidus
- Cistothorus platensis minimus
- Cistothorus platensis polyglottus
- Cistothorus platensis potosinus
- Cistothorus platensis russelli
- Cistothorus platensis tamae
- Cistothorus platensis tinnulus
- Cistothorus platensis tolimae
- Cistothorus platensis tucumanus
- Cistothorus platensis warneri